# EF Eridani
Désignations
EF Eridani est une étoile variable cataclysmique polaire située à environ 160 pc (∼522 al) du Soleil dans la constellation de l'Éridan. Cette étoile binaire est constituée d'une naine blanche d'un peu moins d'une masse solaire et d'un objet atypique, EF Eridani B, d'au plus 0,06 masse solaire (63 masses joviennes), ces deux composantes étant distantes d'environ 700 000 km l'une de l'autre.
De magnitude apparente historiquement comprise entre 14,5 et 17,5, cette étoile variable tend à se maintenir dans la fourchette basse de ces valeurs depuis 1995.